# Jurij Vega
Jurij Bartolomej Vega báró (vagy Veha) korabeli nevén Georg von Vega (Sagoritz, 1754. március 23. – Bécs, 1802. szeptember 26.) szlovén matematikus, fizikus, tüzérségi tiszt.

## Életpálya
A Ljubljana melletti Zagoricán született. Középiskolai tanulmányait 1767-1773 között Laibachban (a mai Ljubljana) végezte. Az oktatási program keretében latint, görögöt, vallást, németet, földrajzot, matematikát, fizikát, egyéb tananyagokat tanult. Tanulmányait befejezve navigációs mérnöki diplomát kapott.
1778-ban belépett a hadseregbe, 1780-tól a bécsi Tüzérségi Iskola professzora. Több háborúban volt a parancsnokságok tüzérségi tanácsadója: 1788-ban a törökök ellen Belgrádnál. 1793-ban, majd 1797-ben a franciák elleni harcokba. Több technikai megoldást dolgozott ki a tüzérség eredményessége érdekében.
Halála rejtély (lovas baleset, kirabolták), a mai Bécs külvárosában Nußdorf holtan találták.
A 18. században jelentősen hozzájárult a ballisztika, a fizika, a csillagászat és a matematika tudományának ismertetésében. Több társaság tagjai sorában találhatjuk: Mainzi Akadémia; Erfurti Fizikai és Matematikai Társaság; Prágai Tudományos Társaság; Berlini Tudományos Akadémia; Göttingeni Brit Tudományos Társaság.

## Írásai
- 1783-ban trigonometriai és logaritmus-táblázatokat.
- 1797-ben integrálok és más hasznos képletek gyűjteménye anyagát több nyelvre lefordították.
- Vorlesungen über die Mathematik (Előadások a matematika témakörében), négykötetes tankönyv. Megjelenési időpontok: I. kötet 1782-ben, a második 1784-ben, a harmadik 1788-ban, negyedik 1800-ban
- Írt hat tudományos közleményt.

## Szakmai sikerek
- 1796. május 11-én megkapta a Katonai Mária Terézia-rendet.
- 1800-ban örökletes bárói címet kapott, saját címerrel.
- Szlovénia bélyeget adott ki emlékére.
- A Szlovén Nemzeti Bank az 50 toláros bankjegyre arcképét tette.
- A Holdon krátert neveztek el tiszteletére.
- Az 14 966 aszteroidát, felfedezését követően 1997. június 30-án róla nevezték el.